# Scott Hartnell
Scott Wesley Hartnell (* 18. dubna 1982, Regina, Saskatchewan) je bývalý kanadský hokejový útočník. V severoamerické lize NHL odehrál 17 sezón a kariéru zakončil v týmu Nashville Predators.

## Úspěchy

### Individuální úspěchy
- NHL Youngstars Game – 2002

### Kolektivní úspěchy
- Mistr GET-ligaen – 2004/05

## Klubové statistiky
| Sezona     | Klub                  | Soutěž     | Základní část | Základní část | Základní část | Základní část | Základní část | Play off | Play off | Play off | Play off | Play off |
| Sezona     | Klub                  | Soutěž     | Z             | G             | A             | B             | TM            | Z        | G        | A        | B        | TM       |
| ---------- | --------------------- | ---------- | ------------- | ------------- | ------------- | ------------- | ------------- | -------- | -------- | -------- | -------- | -------- |
| 1997/98    | Prince Albert Raiders | WHL        | 1             | 0             | 1             | 1             | 2             | –        | –        | –        | –        | –        |
| 1998/99    | Prince Albert Raiders | WHL        | 65            | 10            | 34            | 44            | 104           | 14       | 0        | 5        | 5        | 22       |
| 1999/00    | Prince Albert Raiders | WHL        | 62            | 27            | 55            | 82            | 124           | 6        | 3        | 2        | 5        | 6        |
| 2000/01    | Nashville Predators   | NHL        | 75            | 2             | 14            | 16            | 48            | –        | –        | –        | –        | –        |
| 2001/02    | Nashville Predators   | NHL        | 75            | 14            | 27            | 41            | 111           | –        | –        | –        | –        | –        |
| 2002/03    | Nashville Predators   | NHL        | 82            | 12            | 22            | 34            | 101           | –        | –        | –        | –        | –        |
| 2003/04    | Nashville Predators   | NHL        | 59            | 18            | 15            | 33            | 87            | 6        | 1        | 2        | 3        | 2        |
| 2004/05    | Vålerenga Ishockey    | GET        | 28            | 17            | 12            | 29            | 103           | 11       | 12       | 7        | 19       | 24       |
| 2005/06    | Nashville Predators   | NHL        | 81            | 25            | 23            | 48            | 101           | 5        | 1        | 0        | 1        | 4        |
| 2006/07    | Nashville Predators   | NHL        | 64            | 22            | 17            | 39            | 96            | 5        | 1        | 1        | 2        | 28       |
| 2007/08    | Philadelphia Flyers   | NHL        | 80            | 24            | 19            | 43            | 159           | 17       | 3        | 4        | 7        | 20       |
| 2008/09    | Philadelphia Flyers   | NHL        | 82            | 30            | 30            | 60            | 143           | 6        | 1        | 1        | 2        | 23       |
| 2009/10    | Philadelphia Flyers   | NHL        | 81            | 14            | 30            | 44            | 155           | 23       | 8        | 9        | 17       | 25       |
| 2010/11    | Philadelphia Flyers   | NHL        | 82            | 24            | 25            | 49            | 142           | 11       | 1        | 3        | 4        | 23       |
| 2011/12    | Philadelphia Flyers   | NHL        | 82            | 37            | 30            | 67            | 136           | 11       | 3        | 5        | 8        | 15       |
| 2012/13    | Philadelphia Flyers   | NHL        | 32            | 8             | 3             | 11            | 70            | –        | –        | –        | –        | –        |
| 2013/14    | Philadelphia Flyers   | NHL        | 78            | 20            | 32            | 52            | 103           | 7        | 0        | 3        | 3        | 6        |
| 2014/15    | Columbus Blue Jackets | NHL        | 77            | 28            | 32            | 60            | 100           | –        | –        | –        | –        | –        |
| 2015/16    | Columbus Blue Jackets | NHL        | 79            | 23            | 26            | 49            | 112           | –        | –        | –        | –        | –        |
| 2016/17    | Columbus Blue Jackets | NHL        | 78            | 13            | 24            | 37            | 63            | 4        | 0        | 0        | 0        | 0        |
| 2017/18    | Nashville Predators   | NHL        | 62            | 13            | 11            | 24            | 82            | 4        | 0        | 0        | 0        | 0        |
| NHL celkem | NHL celkem            | NHL celkem | 1249          | 327           | 380           | 707           | 1809          | 99       | 19       | 28       | 47       | 146      |

### Reprezentační statistiky
| 2006                   | Kanada                 | MS                     | 9 | 1 | 0 | 1 | 4 |
| Seniorská reprezentace | Seniorská reprezentace | Seniorská reprezentace | 9 | 1 | 0 | 1 | 4 |